# 조니 에레라
조니 크리스티안 에레라 무뇨스(스페인어: Johnny Cristián Herrera Muñoz ˈʝoni eˈreɾa[*], 1981년 5월 9일, 앙골 ~ )는 칠레의 전 축구 선수이다.